# JPドラゴン
JPドラゴン（JP Dragon）は、フィリピンで活動する日本人の暴力団系の詐欺・窃盗集団の犯罪組織。「ルフィ」と名乗る人物を中心とするグループが引き起こした広域強盗事件に関わっていたことで有名になった。

## 概要
10年以上前に山口組系の元暴力団幹部がフィリピンで結成したグループで、首都マニラ周辺で主に活動している。
メンバーは日本の暴力団や半グレの元構成員がほとんどで、マフィアのような活動をしていると言われている。JPドラゴンのメンバーは、手にJPドラゴンのタトゥーを掘ることを強いられている。

## 名称
JPドラゴンの「JP」は一般的なJapanの略ではなく、日本(JAPAN)とフィリピン(PHILIPPINES)の頭文字を取ったものである。また、「ドラゴン」についてはリーダーの名前に由来している。

## 活動
闘鶏賭博や現地の日本人からみかじめ料を取るなどの活動をしている。また、フィリピンから日本に向けた特殊詐欺なども行っている。

## ルフィとの関係
2022年5月から日本各地で発生した強盗事件を指示した同じくフィリピンを拠点にするルフィグループとの関係が指摘されている。
JPドラゴンは「ルフィ」「キム」などが収容されていたビクータン収容所で「ルフィ」達と面会を行ったり、携帯電話や強盗に使用された名簿などを差し入れたりしていた。また、2019年にルフィグループの特殊詐欺の拠点がフィリピン当局に摘発された際には逃走を手助けしていた。
2024年3月18日、警視庁は広域強盗事件で起訴されている男と接見し、自身の携帯電話でJPドラゴンの幹部と通話させたとして弁護士を書類送検した。この時、通話をした相手は同月13日にフィリピンで拘束されたJPドラゴンの「ナンバー3」の人物と見られている。2025年7月29日、東京地裁は、フィリピンを拠点とした特殊詐欺事件に絡み、キャッシュカードで現金を引き出したとして、JPドラゴンの「ナンバー3」と見られている男に窃盗罪で懲役3年6月を言い渡した。

## 暴力団との関係
前述の通り、JPドラゴンは日本の元暴力団組員が作った組織である。
JPドラゴンのリーダーは神戸山口組の組長である井上邦雄と盃を交わしていると言われている。ただ、普通の暴力団員のように稼いだお金の一部を組に上納することはしておらず、「裏盃」の様な関係である。

## 幹部
- 吉岡竜司 - リーダー[9]

- Ｙ - ナンバー２[10]

- 小山智広 - ナンバー３[11][12][13]

## メンバー
- 永浦大輝[14]
- 三浦英世[15]
- 石川光里[16]
- 森廣将人[17]
- 山根麟太郎[18]